# 56788 Guilbertlepoutre
56788 Guilbertlepoutre è un asteroide della fascia principale. Scoperto nel 2000, presenta un'orbita caratterizzata da un semiasse maggiore pari a 3,0165522 au e da un'eccentricità di 0,1846155, inclinata di 11,88367° rispetto all'eclittica.